# Huos
Huos település Franciaországban, Haute-Garonne megyében. Lakosainak száma 492 fő (2022. január 1.). Huos Ausson, Cier-de-Rivière, Gourdan-Polignan, Labroquère, Pointis-de-Rivière és Seilhan községekkel határos.

## Népesség
A település népességének változása:
| Lakosok száma | 418  | 368  | 428  | 454  | 476  | 489  | 489  | 482  | 482  | 492  |
|               | 1968 | 1982 | 1990 | 2006 | 2013 | 2015 | 2017 | 2019 | 2020 | 2022 |